# Amelia Sámano Bishop
Amelia Sámano Bishop (San Nicolás del Oro, Guerrero, 4 de septiembre de 1906 - Ciudad de México, 14 de junio de 1998) fue una bióloga mexicana, reconocida por ser la primera doctora en ciencias biológicas por la UNAM. Su investigación se enfocó en algas de agua dulce del Valle de México y realizó contribuciones al conocimiento de los Rotíferos de México. En 1932 descubrió una nueva especie: Chara tehuacanensis.

## Biografía
Amélia Sámano Bishop nació en la región de Tierra Caliente del estado de Guerrero. La mayor de siete hijos de Efrén Sámano Montúfar y Eleuteria "Lutie" Bishop. Entre sus hermanos se encuentra Eva Sámano quien fue primera dama de México de 1958 a 1964.
En 1927 se graduó como bachiller en Artes en el Colegio de Arkansas en Estados Unidos. Obtuvo su Maestría en Ciencias Biológicas en la Facultad de Filosofía y Letras en 1935. En 1939 se convirtió en la primera doctora en Ciencias Biológicas por la UNAM. Realizó estudios sobre Parasitología en el Instituto de Enfermedades Tropicales de Hamburgo, Alemania. Fue Becaria de la Organización Mundial de la Salud de la ONU para hacer estudios de Embriología Experimental en la Universidad de Edimburgo y en la Universidad de Bruselas. Además realizó investigación en los campos de Hidrobiología, Histología y Embriología humana. 
En 1929, participó en la fundación del Instituto de Biologia de la UNAM, donde fue investigadora de tiempo completo, y del Departamento de Embriología de la Facultad de Medicina del que estuvo al frente desde 1947.
Fue integrante de la Sociedad Mexicana de Historia Natural y de Directiva de la Sociedad Mexicana de Anatomía.
Se encuentra entre los fundadores de la Academia Mexicana de Ciencias en 1959, en ese entonces conocida como Academia de la Investigación Científica.
En 1973 cuando la Escuela Médico Militar admitió personal femenino para su formación, Amélia Sámano se encontraba entre ellas con lo que se convirtió en la primera mujer en obtener el grado militar. También fundó el área de embriología humana. 
Siendo parte de la Secretaría de Salud realizó expediciones por México para el estudio de enfermedades de origen tropical como el paludismo. También impartió cursos de oncología y embriología en numerosos hospitales.

## Premios y reconocimientos
- En 1985 recibió el Premio Universidad Nacional de Docencia en Ciencias Naturales.[3]
- En 1989 fue reconocida como Investigadora Emérita por la Facultad de Medicina de la UNAM. [9]
- En junio de 2024, el primer congreso del Departamento de Farmacología de la UNAM se dedicó a la trayectoria de la doctora Amelia Sámano Bishop y del doctor Efraín Campos Sepúlveda.[10]